# 虎與龍 (電視劇)
《虎與龍》是日本TBS電視台所播映以落語為主要內容的電視劇，宮藤官九郎編劇，長瀨智也（TOKIO）、岡田准一（V6）主演。最初是一部於2005年1月9日播映的兩小時特別劇，續篇則連續劇化，在同年的4月15日至6月24日每週五（晚間10點至10點54分）播出。
劇名是來自Crazy Ken Band所唱的開頭主題曲〈虎與龍〉，代表劇中的兩位主人公「虎兒」與「龍二」。

## 劇情
在童年時期，父母因為欠債而自殺，之後便忘記「笑容」為何物的流氓山崎虎兒，因為討債的緣故，意外聽到淺草的落語師林屋亭屯兵衛的落語並深受感動，於是三顧茅廬表達拜師的必死決心。屯兵衛因為欠了虎兒所屬的幫派「新宿流星會」老大400萬日幣，因此虎兒每習得一課便付給屯兵衛10萬日幣的「學費」（連續劇中後來增加為20萬日幣），然後屯兵衛再將這筆錢當成「償金」還給虎兒，演變成一種奇妙的契約。
在林屋亭門下以「林屋亭小虎」為藝名的虎兒，開始了遊走於流氓與落語家的雙面生活。由於骨子裡仍是流氓，虎兒對在台上搞笑這件事很頭疼。後來虎兒遇上了曾經是「落語天才」、卻執意要在裏原宿經營沒人氣服飾店「Dragon Soda」的屯兵衛次子谷中龍二。

## 演員表
- 山崎虎兒 - 長瀬智也
- 谷中龍二 - 岡田准一：落語天才，後襲名為第七代林屋亭屯兵衛。
- 惠美 - 伊東美咲：出身青森縣，外貌美麗，水性楊花。
- 銀次郎 - 塚本高史：新宿流星會的接班人。
- 麗莎 - 蒼井優：龍二的店員。
- 組長 - 笑福亭鶴瓶：新宿流星會的頭目，靜、銀次郎的父親。
- 林屋亭屯兵衛 - 西田敏行：落語家，本名谷中正吉。第六代林屋亭屯兵衛。最害怕妻子流淚。
- 谷中小百合 - 銀粉蝶：谷中正吉之妻。
- 林屋亭屯太 - 阿部貞夫
- 谷中鶴子 - 猫背椿
- 谷中沙耶 - 江本花琳
- 林屋亭屯吉 - 春風亭昇太
- 林屋亭屯鈍 - 星野源
- 林屋亭屯碗 - 深水元基
- 林屋亭烏龍 - 浅利陽介
- 辰夫 - 尾美としのり
- 半藏 - 半海一晃
- 小Ｔ - 桐谷健太
- 日向 - 宅間孝行
- 水越春子 - 森下愛子
- JUMP亭JUMP - 荒川良良
- 田邊康雄 - 北村一輝
- 白石克子 - 藥師丸博子

## 製作人員
- 制作：TBS
- 脚本：宮藤官九郎
- 制作人：磯山晶
- 导演：金子文紀、片山修　等
- 音乐：仲西匡
- OP：『タイガー＆ドラゴン』/クレイジーケンバンド
- 主题歌：『UTAO－UTAO』/V6

## 獲獎情況
- 第45回日剧学院赏 2005-8-12 最佳作品
- 第45回日剧学院赏 2005-8-12 最佳男主角：長瀨智也
- 第45回日剧学院赏 2005-8-12 最佳男配角：西田敏行
- 第45回日剧学院赏 2005-8-12 最佳编剧：宫藤官九郎
- 第45回日剧学院赏 2005-8-12 最佳导演
- 第45回日剧学院赏 2005-8-12 最佳配乐：仲西匡
- 第45回日剧学院赏 2005-8-12 最佳片头：片山修
- 第9回 ドラマグランプリ=日劇大賞 2006-05-04 最佳男配角：岡田准一

## 作品的變遷
| 日本 東京廣播公司系列 週五晚間10時                | 日本 東京廣播公司系列 週五晚間10時   | 日本 東京廣播公司系列 週五晚間10時 |
| ------------------------------------------------- | ------------------------------------ | ---------------------------------- |
|                                                   | 虎與龍 （2005.4.15 - 2005.6.24）     |                                    |
| 3年B組金八先生(第七季) （2004.10.15 - 2005.3.25） | 東大特訓班 （2005.7.8 - 2005.09.16） |                                    |

## 收視率
| 集數            | 日期       | 收視率 |
| --------------- | ---------- | ------ |
| 特別篇 三枚起請 | 2005-01-09 | 15.5%  |
| 第一回 芝浜     | 2005-04-15 | 16.2%  |
| 第二回 饅頭怖い | 2005-04-22 | 14.1%  |
| 第三回 茶の湯   | 2005-04-29 | 13.2%  |
| 第四回 権助提灯 | 2005-05-06 | 12.8%  |
| 第五回 厩火事   | 2005-05-13 | 12.4%  |
| 第六回 明烏     | 2005-05-20 | 12.5%  |
| 第七回 猫の皿   | 2005-05-27 | 11.9%  |
| 第八回 出来心   | 2005-06-03 | 11.3%  |
| 第九回 粗忽長屋 | 2005-06-10 | 12.6%  |
| 第十回 品川心中 | 2005-06-17 | 12%    |
| 最終回 子は鎹   | 2005-06-24 | 11.6%  |

- 平均收視：12.78%